# Mimetaxalus ochreoapicalis
Mimetaxalus ochreoapicalis là một loài bọ cánh cứng trong họ Cerambycidae.